# Herkuleskeule (Kabarett)

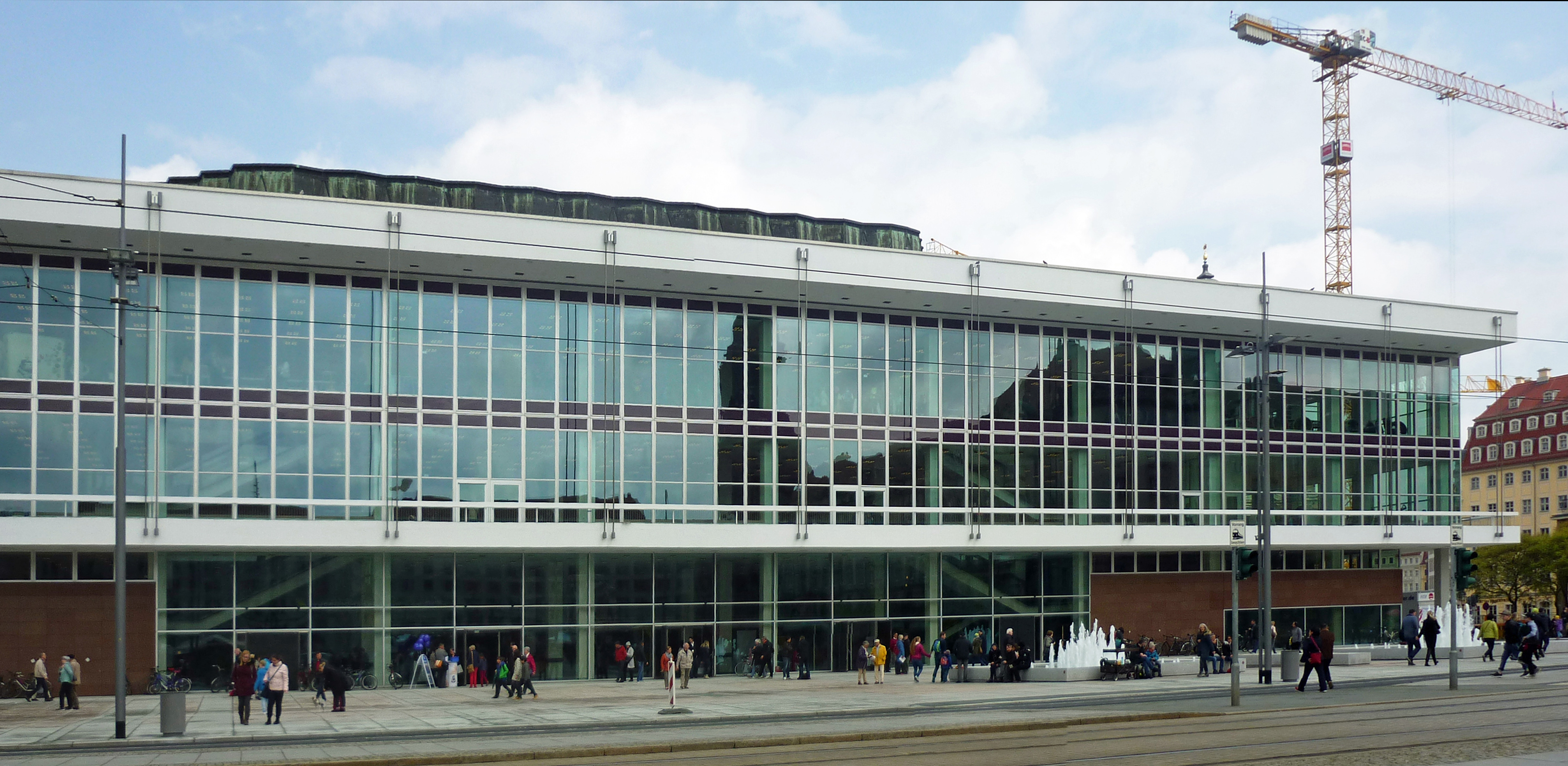
Spielstätte der Herkuleskeule seit 2017: Kulturpalast am Altmarkt

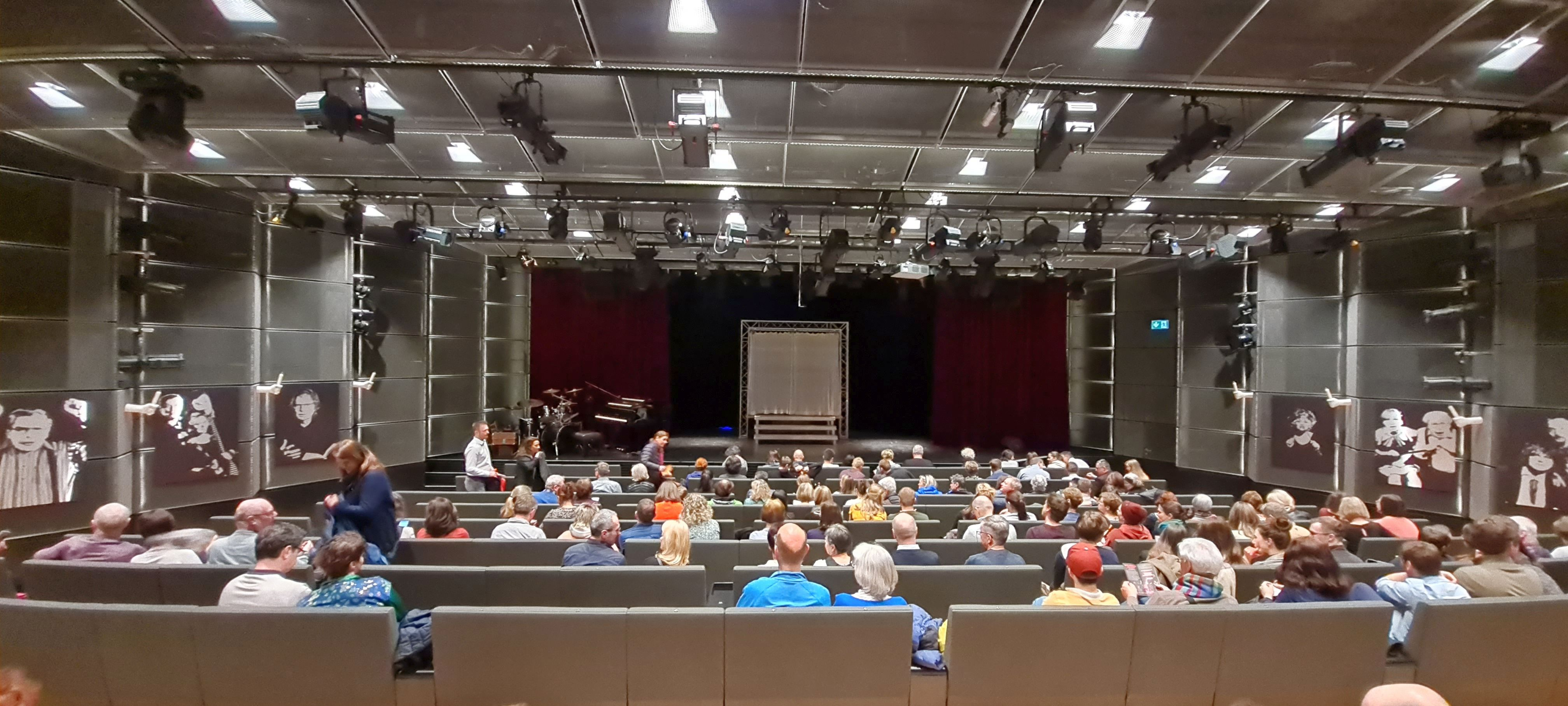
Saal der Herkuleskeule im Kulturpalast (2023)

Die Herkuleskeule ist ein Kabarett-Ensemble und ein Kabarett-Theater in Dresden.

## Geschichte
Gegründet wurde das Kabarett am 1. Mai 1961 von Manfred Schubert.
Schon vor der Gründung existierte in Dresden eine Herkuleskeule. Zwischen 1954 und 1959 trafen sich Schauspieler des Staatsschauspiels unter Leitung von Otto Stark in ihrer Freizeit, um Kabarett zu machen. Als Otto Stark dann nach dem 6. Programm im Sommer 1959 nach Berlin zur Distel ging, löste sich die Gruppe auf.
Nachdem schon 1953 in Berlin die Distel und 1954 in Leipzig die Leipziger Pfeffermühle als erste Berufskabaretts der DDR entstanden waren, sollte 1960 auch in Dresden ein Berufskabarett gegründet werden. Die Wahl des Leiters fiel auf Manfred Schubert. Der Dresdner hatte zuvor lange Zeit das Amateurkabarett Die Funken vom Landessender Dresden künstlerisch geleitet und war als Leiter des Berliner Kabaretts Die Trommel tätig. Schubert knüpfte an alte Beziehungen an und die früheren Texter des Herkuleskeulchens und der Funken, Ulrich Pohle, Günter Richter, Rudolf Thomas und Wolfgang Reizenstein, steuerten die ersten Texte bei. Am 1. Mai 1961 fand die Premiere des ersten Stückes Keine Witzbeschwerden im Jugendklubhaus Martin Andersen Nexö auf der Alaunstraße statt.
Untergebracht wurde das neue Kabarett zunächst in Räumen der Ruine der Reformierten Kirche am Friedrichsring. Hier fand nur ein Teil der Vorstellungen statt, zumeist war das Ensemble auf Tourneen durch die DDR. Einige Monate nach der Gründung kamen Gisela Grube, Gertraude Grütze und Hans Glauche zur Gruppe, von der Stammmannschaft des ersten Programms blieben nur Höfler und Schubert.

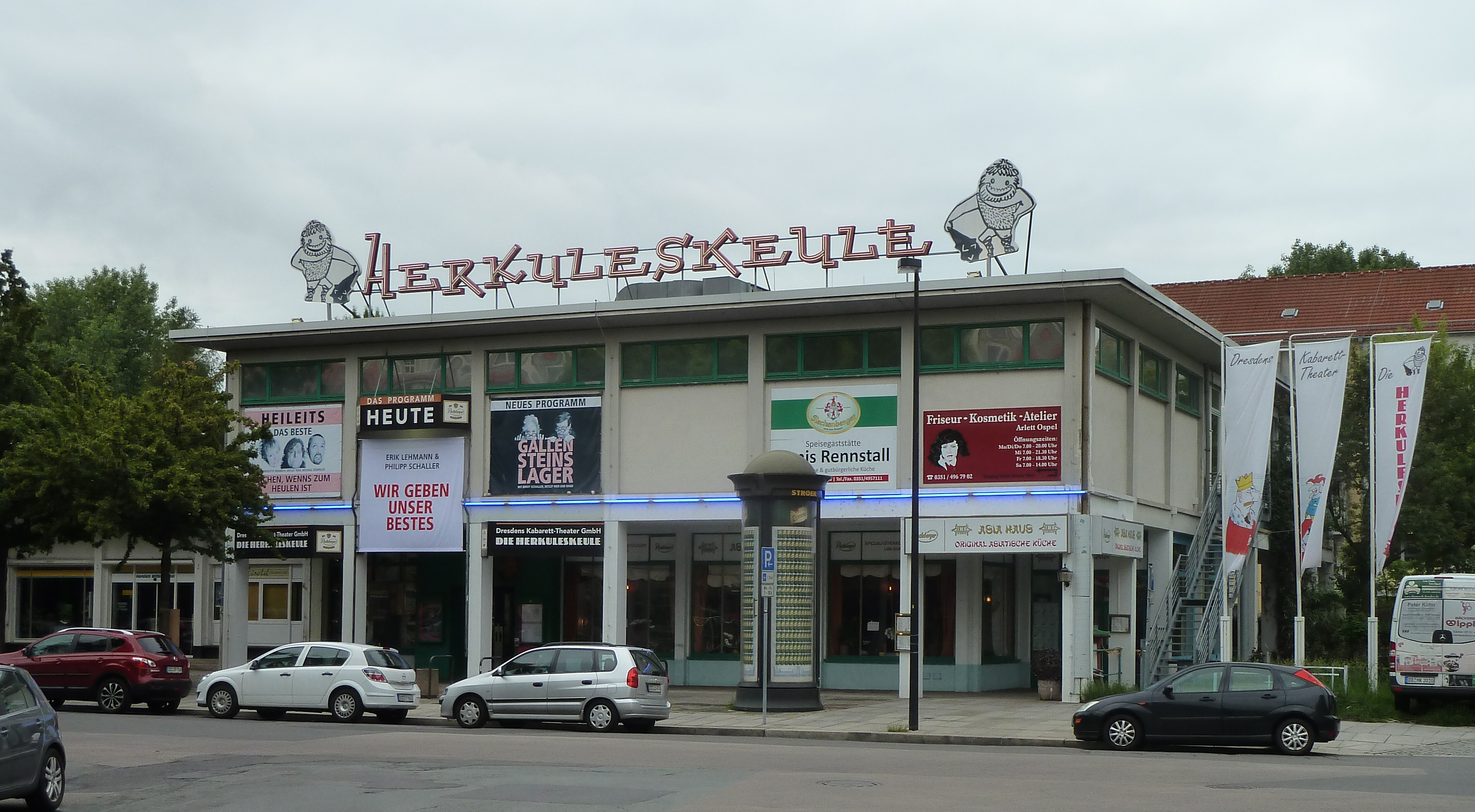
Von 1965 bis 2017 Spielstätte der Herkuleskeule am Sternplatz 1 (2014), 2023 abgerissen, nunmehr Grünfläche

Im Jahr 1965 bezog das Kabarett das Obergeschoss eines Wohngebietsgaststättenkomplexes am Sternplatz 1, wo es sich bis 27. April 2017 befand. Der Gebäudekomplex war von 1963 bis 1965 unter der städtebaulichen Leitung der Architekten Herbert Schneider und Kurt Röthig erbaut worden.
Im Jahr 1969 wurde ein Programm des Kabaretts verboten. Wo leben wir denn, das aus vier Teilen bestand, musste durch eine 20-Nummern-Neufassung ersetzt werden. Nach dem Weggang von Jochen Höfler und Gertraude Grütze kamen Jutta Rockstroh und Fritz Ehlert sowie 1971 Werner Knodel zum Ensemble hinzu. Das Ensemble, das so entstanden war, repräsentierte darstellerisch über viele Jahre hinweg die Dresdner Herkuleskeule. Wolfgang Zobel wurde Dramaturg, Horst Elsner übernahm 1972 die musikalische Leitung.
Schubert wurde auf die Parteischule delegiert und holte 1970 deshalb Wolfgang Schaller, der damals in Görlitz als Lehrer tätig war und ein Jugendkabarett leitete, als Dramaturg und Autor nach Dresden. Vor allem die vom Autorenteam Schaller und Peter Ensikat geschriebenen Kabarettstücke, die an vielen Theatern der DDR nachgespielt wurden, machten die Herkuleskeule zum Markenzeichen für politisches Kabarett in der DDR. Der Eulenspiegel schrieb: „Die Herkuleskeule hat in all den Jahren der Erstarrung wie ein Eisbrecher gewirkt und anderen mit ihrem Mut geholfen.“
Die erste ihrer Politrevuen hieß Bürger, schützt eure Anlagen. Mit diesen Politrevuen, auch „Diskussionsstücke“ genannt, wurden Ensikat und Schaller zum erfolgreichsten Autoren-Team im DDR-Kabarett und machten das Haus auch in der Bundesrepublik bekannt.
Ihren ersten Auftritt in der Bundesrepublik Deutschland hatte die Herkuleskeule 1987 im saarländischen St. Ingbert. Dieser Auftritt war Teil eines offiziellen Kulturabkommens, das zwischen dem seinerzeitigen saarländischen Ministerpräsidenten Oskar Lafontaine und dem DDR-Staatsratsvorsitzenden Erich Honecker ausgehandelt worden war. Auch die ersten Westauftritte der DDR-Kabaretts Academixer und Leipziger Pfeffermühle in St. Ingbert waren Teil dieses Abkommens.
Im gleichen Jahr kam es zur ersten gemeinsamen Veranstaltung zweier Kabaretts aus den beiden deutschen Staaten, der Münchner Lach- und Schießgesellschaft und der Herkuleskeule. Gerhard Polt und Dieter Hildebrandt hatten ihren Anteil daran, dass die Dresdner als erstes DDR-Kabarett noch vor dem Mauerfall im Münchner Residenztheater gastieren konnten.
Seit 1986 war Wolfgang Schaller künstlerischer Leiter des Dresdner Kabaretts, von 1997 bis Juli 2012 war er Intendant. Mit Mitteln der Unterhaltung lockte er das Publikum an, um ihm dann unvermittelt unbequeme Inhalte aufzutischen. Bestes Beispiel hierfür war Der kleine Mann aus dem Programm Heimaterde, der aus reiner Ordnungsliebe zum Berserker wird („Alle een Kopf kürzer!“). Ab 1. Januar 2020 hat sein Sohn Philipp Schaller die künstlerische Leitung übernommen, der bereits seit 2005 zahlreiche Kabarettabende der Herkuleskeule mitentwickelt und -geschrieben hat.
Jährlich fanden im Haus am Sternplatz (210 Plätze) etwa 360 Vorstellungen statt.
Am 28. April 2017 zog das Kabarett in den Dresdner Kulturpalast um. Es hat im Kellergeschoss 244 Plätze.
Jährlich kommen zu 350 Vorstellungen ca. 70.000 Besucher. Hinzu kommen 80 Gastspiele in Deutschland.
Den guten Ruf begründen vor allem die Kabarettisten Hans Glauche und Fritz Ehlert als »Gustav und Erich«, Wolfgang Stumph, Uwe Steimle, Hans-Günther Pölitz und Manfred Breschke.
Zum Ensemble gehören (Stand 2020) u. a. Birgit Schaller, Brigitte Heinrich, Hannes Sell, Rainer Bursche, Michael Rümmler, Detlef Nier, Anna Marie Lehmann und Philipp Schaller sowie die Musiker Jens Wagner, Volker Fiebig und Thomas Wand. Geschäftsführer des Kabaretts ist Arnim Proft.

## Marketing und Werbung

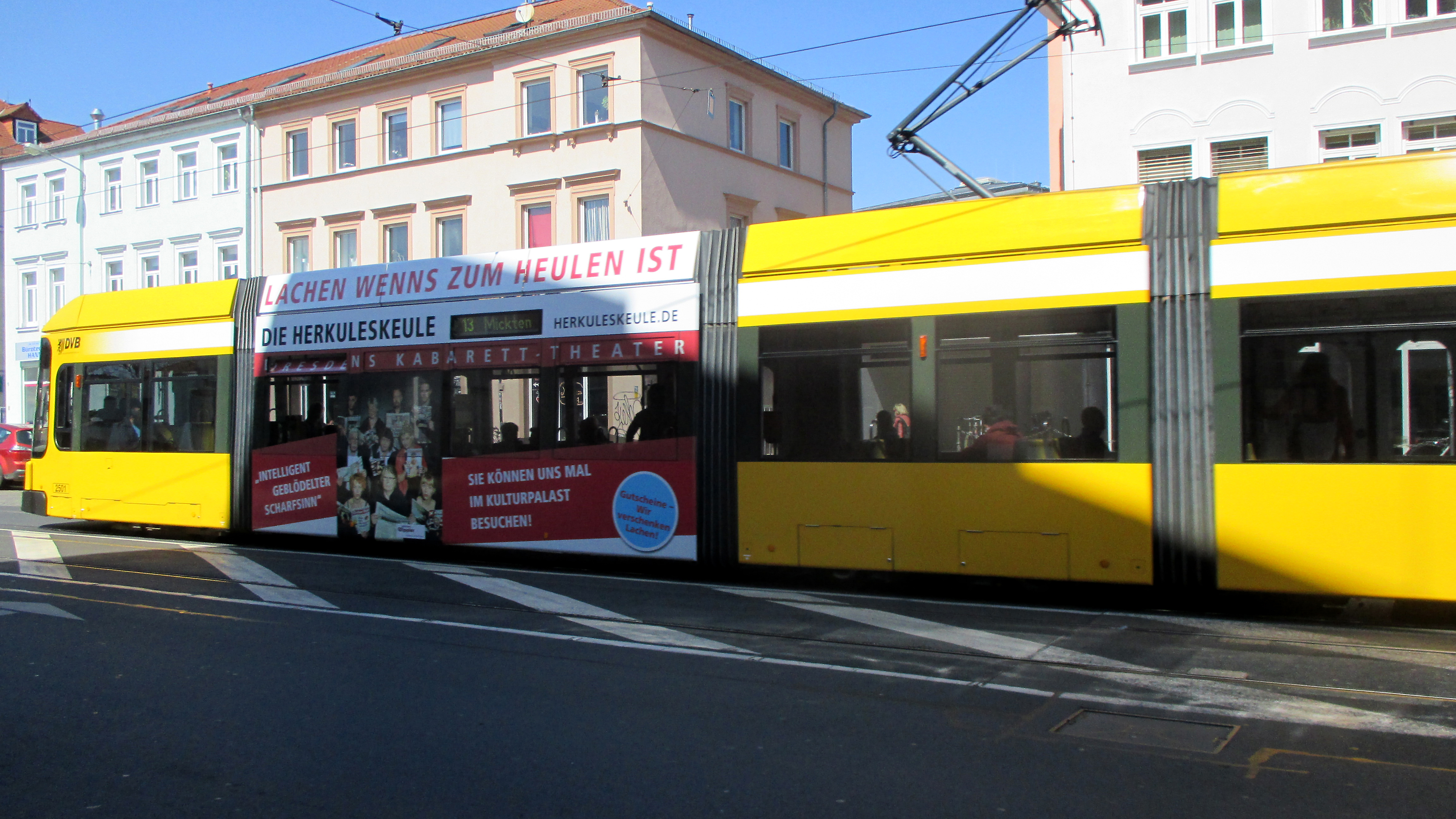
DVB-Straßenbahn mit der Sonderbeklebung – Herkuleskeule

Eine Straßenbahn der Dresdner Verkehrsbetriebe wurde als Werbefläche für die Herkuleskeule beklebt. Seit 2019 fährt sie auf verschiedenen Linien im Stadtgebiet von Dresden.

## Auszeichnungen
- 2000: Ravensburger Kupferle
- 2008: Chemnitzer Biene
- 2020: Deutscher Schauspielpreis – Ehrenpreis „Inspiration“[6]
- 2021: Ehrenpreis vom Land NRW[7]